# Meryibre Khety
Meryibre Khety, còn được biết đến với tên Horus là Meryibtawy, là vua của Vương triều thứ 9 hoặc thứ 10 của Ai Cập cổ đại.

## Trị vì

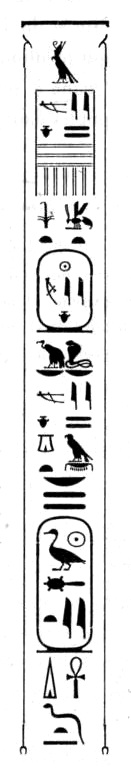
Bản vẽ một quyền trượng bằng gỗ mun có tước hiệu của Meryibre Khety.

Một số học giả cho rằng Meryibre Khety là người đã sáng lập nên vương triều thứ ̣9, ông là một nomarch của Herakleopolis và đã nắm giữ được đủ quyền lực để tuyên bố rằng mình là người thừa kế hợp pháp của các vị pharaon thuộc vương triều thứ 6. Dường như Meryibre đã cai trị các nomarch lân cận với một bàn tay sắt, và có lẽ đây là lý do mà sau này ông đã trở thành vị vua Achthoes nổi tiếng của Manetho, một vị vua độc ác đã phát điên và bị một con cá sấu giết chết.
Mặt khác, các nhà Ai Cập học khác như Jürgen von Beckerath thay vào đó cho rằng Meryibre đã cai trị vào giai đoạn cuối của vương triều thứ 10 sau đó, trong một thời gian ngắn trước vị vua Merikare.
Do sự trái ngược về quan điểm của các học giả, khó có thể giải thích và xác định niên đại một cách chắc chắn đối với triều đại của Meryibre; Nếu như ông thực sự là người đã sáng lập nên vương triều thứ 9, triều đại của ông như theo quy ước là sẽ phải bắt đầu vào khoảng năm 2160 TCN, trong khi ở trường hợp thứ hai thì triều đại của ông bắt đầu vào khoảng 1 thế kỷ sau đó.

## Chứng thực
Do tên của ông không được đề cập tới trong bản danh sách vua Turin (có thể bởi vì cuộn giấy cói đã bị hư hỏng rất nặng vào lúc này), vị vua này chỉ được biết đến nhờ vào một vài hiện vật: một dạng lò than bằng đồng hoặc một cái giỏ đến từ một ngôi mộ gần Abydos (được tìm thấy cùng với một tấm bảng màu của người ký lục có mang tên của vua Merikare) và ngày nay được trưng bày tại bảo tàng Louvre, một quyền trượng bằng gỗ mun đến từ Meir ngày nay nằm tại bảo tàng Cairo (JE 42835), một mảnh vỡ của hộp tráp nhỏ đến từ Lisht và một vài hiện vật nhỏ khác. Tuy nhiên, nhờ vào số ít các hiện vật được tìm thấy này, Meryibre là vị vua có tước hiệu hoàng gia hoàn chỉnh nhất trong số các vị pharaon được biết đến thuộc thời kỳ này.